# Lez (Rhône)
Der Lez ist ein Fluss in Frankreich, der in den Regionen Auvergne-Rhône-Alpes und Provence-Alpes-Côte d’Azur verläuft. Er entspringt im Gemeindegebiet von Teyssières, entwässert anfangs in nordwestlicher Richtung, dreht dann aber auf Südwest und erreicht bei Bollène, das Rhônetal. Hier stößt er zunächst auf den Schifffahrtskanal Canal de Donzère-Mondragon, für dessen Versorgung Wasser abgezweigt wird. Der Lez verläuft parallel zum Kanal, erreicht bei Mondragon den Rhône-Fluss, begleitet diesen noch ein Stück weiter und mündet nach insgesamt rund 74 Kilometern im Gemeindegebiet von Mornas in einen linken Seitenkanal der Rhône. Auf seinem Weg durchquert der Lez die Départements Drôme und Vaucluse.

## Orte am Fluss
- Teyssières
- Montjoux
- Roche-Saint-Secret-Béconne
- Montbrison-sur-Lez
- Colonzelle
- La Baume-de-Transit
- Suze-la-Rousse
- Bollène
- Mondragon